# Lieux de station de la liturgie de Jérusalem
 (mars 2014).
- Si vous ne connaissez pas le sujet, laissez ce bandeau (vous pouvez alors contacter les auteurs).
- Si vous supprimez le contenu mis en cause (vous pouvez préalablement contacter les auteurs),

argumentez précisément cette suppression dans la page de discussion
(un manque de référence n'est pas un argument ; une recherche réelle de référence doit avoir été effectuée, être formellement documentée).
Le calendrier liturgique de Jérusalem comprend 72 ou 73 lieux de station (sur ce terme, voir l'article « Mercredis et vendredis, jours de station »), au premier rang desquels se trouvent l'Anastasis et l'église du Martyrium qui lui est attachée. La description qui suit reprend le classement opéré dans un article de la revue Proche-Orient chrétien, toutefois en renumérotant les lieux à partir de 1 dans chacune des trois sections et en commençant par la troisième (lieux saints). Dans chaque section les lieux sont indiqués en fonction de leur introduction chronologique dans le calendrier liturgique (ce principe vient également de l'article cité, où la numérotation est continue de 1 à 64), sauf pour les lieux A.19 et C.9-15 qu'aucun critère chronologique ne permet de dater (si ce n'est avant 614, année de la conquête perse de Jérusalem, comme pour tous les lieux des principaux manuscrits du lectionnaire géorgien). Les références sont faites en général au lectionnaire géorgien, sachant que les stations les plus anciennes sont aussi indiquées dans le vieux lectionnaire arménien (une bonne quinzaine de lieux) et Égérie (une bonne dizaine, en s'appuyant sur Pierre le Diacre, qui est un lecteur médiéval du manuscrit, à une époque où il était plus complet que lors de sa découverte en 1884).

## Les lieux saints
Par « lieux saints », on entend les lieux se rapportant à des événements racontés dans la Bible ou un apocryphe. Trois lieux au moins relèvent de ce dernier cas - 13, 22, 29 -, identifiés à partir d'une lecture littéraliste du Protévangile de Jacques, (bien que, pour les deux premiers, l'identification ne remonte pas à l'origine de leur introduction dans le calendrier liturgique), ainsi que le lieu 26 qui donnera naissance à une vaste littérature mariale « apocryphe ».

### Diakonikon

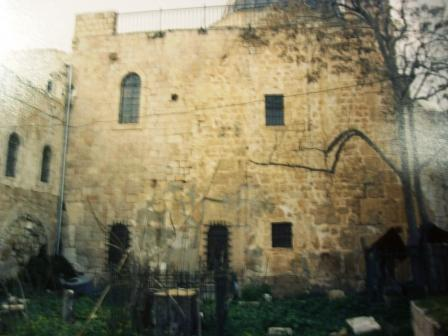
À droite, blocs du mur du « diakonikon de la Sainte-Sion » dans l'ancienne mosquée Nebi Daoud (façade orientale).

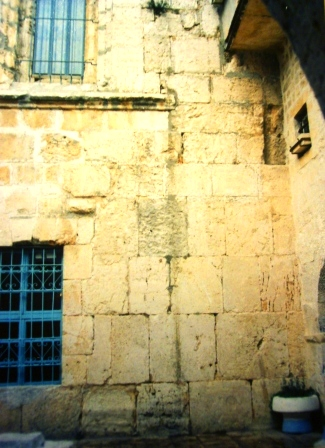
Ancienne mosquée Nebi Daoud (façade sud). Les gros blocs sont ceux du « diakonikon de la Sainte-Sion ». Noter la « chambre haute » à l'étage.

C'est la station du 27 décembre, fête de saint Étienne. Le protodiacre a fait l'objet d'une invention de reliques en 415, et d'une translation à cet endroit peu après. L'endroit se trouve dans un angle de l'église de la Sainte-Sion (7) où il a servi de diakonikon, de sacristie, et ses restes subsistent à ce jour. Ils datent de manière quasi-certaine du IIIe siècle et sont en tous cas conformes, du point de vue architectonique, à une synagogue de cette époque. L'existence d'une telle synagogue judéo-chrétienne à Sion est, de fait, attestée par les sources textuelles (le Pèlerin de Bordeaux et Épiphane). L'Église de Jérusalem « mère de toutes les Églises », comme dit la Liturgie de saint Jacques, a son origine ici.

### Apostoleion (lieu des apôtres)
L'église, appelée aussi église du Pater Noster est l'une des trois basiliques bâties par Constantin le Grand en Palestine sur des grottes : Bethléem, le Golgotha et celle-ci (Eusèbe, Vie de Constantin, III 43). Elle est aussi appelée « Éléona », du mot grec elaia signifiant « olivier », puisqu'elle se trouve sur le mont des Oliviers où elle était probablement la plus vaste église de Jérusalem jusqu'à la construction de la Néa. C'est un endroit de station habituel dans les grandes processions annuelles, ainsi que pour des commémorations d'évêques de Jérusalem.
Le mot Apostoleion (Vie de Mélanie, ch. 49, cité ci-dessous C.26), qui est traduit en géorgien, fait allusion aux apôtres, non pas parce qu'il s'y trouvait des reliques d'apôtres (encore que des noms d'apôtres se soient introduits tardivement dans certaines rubriques) mais parce que c'est là que Jésus enseigna aux apôtres ses ultimes paroles (d'où le nom didaskaleion, lieu d'enseignement, qui est parfois aussi utilisé), et aussi parce qu'on enterrait les évêques de Jérusalem, successeurs des apôtres, à cet endroit (ou plus précisément sans doute où les coffrets funéraires contenant leurs ossements étaient déposés).
Le site a été fouillé par les Pères blancs avant la première guerre mondiale, mais n'a pas fait l'objet d'une publication directe. On reconnaît du moins sur place les restes de la basilique, qui avait fait l'objet d'une tentative de restauration, qui a finalement abouti en la construction d'un carmel. On y a mis des mosaïques avec le Notre-Père dans de nombreuses langues, en référence à l'enseignement donné par Jésus sur le mont des Oliviers juste avant la passion.

### Bethléem
La basilique de Bethléem est évidemment la station du 25 décembre, mais aussi de trois autres mémoires durant l'année.

### Sainte-Anastasis
L'Anastasis est le lieu de station habituel, celui qui est aussi le plus souvent mentionné dans le lectionnaire. Il y a donc une évolution par rapport à Égérie, pour qui la plupart des stations, comme les petites heures, se faisaient dans le Martyrium (5), en présence de la foule. L'Anastasis devait être réservée à un public surtout monastique.

### Katholikon; Martyrium
Le Martyrium est mentionné une douzaine de fois dans le lectionnaire, où il est aussi appelé « Katholikon » (on dirait aujourd'hui cathédrale, siège de l'évêque de l'Église « catholique »).

### Golgotha
On compte une dizaine de stations dans l'Atrium ou juste devant le Golgotha, dont la vigile du vendredi saint (une station de la procession) et le vendredi saint lui-même (office de l'adoration de la Croix). Le 21 août et le lendemain on y commémore les patriarches Abraham, Isaac et Jacob, avec des lectures de Mt. 22 et Lc 20, où se trouvent rapprochés le titre « Dieu d'Abraham » et la notion de résurrection des morts.

### Sainte-Sion
C'est le troisième lieu saint par le nombre des stations liturgiques. La basilique a été construite au IVe siècle, vraisemblablement entre 379 (début du règne de Théodose Ier à qui remonte sa fondation d'après des sources géorgiennes) et 383 (quand Égérie la visite), mais la dédicace semble un peu plus tardive puisque c'est à Jean II (386-417) qu'un manuscrit du lectionnaire géorgien attribue cette fondation (n°565). En fait elle pourrait avoir fait, à cette époque, l'objet d'une reconstruction ou d'un agrandissement, car un sondage réalisé dans le diakonikon (= 1) a révélé un premier pavement de mosaïques 10 cm. plus bas que le pavement ultérieur. Cette première église aurait donc succédé immédiatement à la construction judéo-chrétienne dont il est question ci-dessus (1).
On y commémore deux événements fondamentaux : la Pentecôte du récit des Actes des apôtres (dès 350 d'après une allusion de Cyrille de Jérusalem, XVI 4), mais aussi la Dernière Cène (après avoir assimilé, vers la fin du siècle, la « chambre haute » du récit de Ac. 1, 13 au « cénacle » des Évangiles synoptiques, mais cette assimilation n'a pas supprimé une tradition plus ancienne, encore relatée au VIe siècle, d'une dernière cène de Jésus, sans doute celle de Jn 12, sur le mont des Oliviers ; voir ci-après 10). L'endroit a été très mal fouillé au moment de la construction (au XIXe siècle) de l'abbaye bénédictine de la Dormition. Une chose est sûre, l'église a fonctionné encore après la dévastation de Jérusalem par les Perses en 614. Le stavrou 43 mentionne, vers le Xe siècle, une « chambre haute » où l'on procède au rite du lavement des pieds. Il y avait donc à cette époque, un étage, comme on peut le voir encore aujourd'hui dans le lieu saint qui se trouvait, au Moyen Âge, dans l'enceinte d'un couvent franciscain (les fenêtres à l'étage sur les deux photos ci-joint donnent sur cette pièce). À l'époque ottomane celui-ci dut céder la place à une mosquée, qui abrite le cénotaphe du roi David. 
L'idée de situer à cet endroit le cénotaphe du roi David provient d'une tradition chrétienne qui est à la source de la confusion entre la colline biblique de Sion (le Mont du Temple) et le lieu le plus haut de la ville de Jérusalem à l'époque romaine (le récit des Actes fait allusion à David qui est « parmi nous »), l'actuel Mont Sion. Bref on peut visiter aujourd'hui une « chambre haute » au-dessus d'une mosquée, devenue synagogue (!), comportant le cénotaphe du roi David. Les pèlerins chrétiens ont identifié pas mal de choses dans cette église (notamment divers souvenirs relatifs à saint Étienne[Lequel ?], voir ci-dessus 1), mais n'ont jamais rapporté cette tradition. Le vieux lectionnaire arménien situe cependant dans cette église la fête de « Jacob (Jacques) et David » du 25 (plus tard 26) décembre. C'est peut-être la tradition à l'origine de ce cénotaphe. Quoi qu'il en soit, le lien entre Jacob / Jacques (en grec c'est le même mot) et Étienne est intéressant. Divers éléments qu'il est difficile de passer en revue ici, suggèrent que le culte d'Étienne s'est développé à Sion parce que l'on a cherché à transposer les traditions judéo-chrétiennes relatives à Jacques sur le protomartyr, les judéo-chrétiens de Jérusalem ayant précisément leur lieu de rassemblement, au IIIe siècle, à cet endroit (voir ci-dessus 1).

### Village de Béthanie
L'église de Béthanie est l'un des trois lieux saints que l'on montrait aux pèlerins à la fin du IVe s. à « Béthanie » : 
- le tombeau de Lazare frère de Marthe et Marie (selon le récit de Jn 11), appelé Lazarion (d'où le nom du village actuel),
- une « église à cinq pas » de ce tombeau commémorant l'endroit où Marthe rencontra Jésus en chemin vers Béthanie, selon Jn 11, 20 et 30,
- la maison de Marthe et Marie elle-même (= 25 ci-après).

L'« église à cinq pas » n'est plus mentionnée sur le chemin de Jérusalem au Lazarion après Égérie (ch. 29). La localisation conviendrait assez bien à l'actuelle « chapelle de Bethphagé », construite par les Franciscains en 1883 à la suite de la découverte d'une chapelle d'époque croisée commémorant l'épisode de Jésus à Bethphagé, au départ de la procession des Rameaux. Les Grecs, de leur côté, ont bâti une église un peu à l'est du Lazarion, une église qui possède « une pierre sur laquelle Jésus rencontra Marthe et Marie » attestée déjà au XIIIe siècle. On peut se demander si cette église, qui semble avoir une origine byzantine, ne correspond pas plutôt à la Fondation de Zebina (C.24 ci-dessous) ; ce changement de localisation date d'une époque où le chemin de Jéricho à Jérusalem passait par la route actuelle, mais à l'époque romaine puis byzantine le chemin passait plus au nord et il fallait normalement faire un crochet par le mont des Oliviers et Bethphagé, sur son flanc oriental, pour rejoindre Béthanie.
L'église de Béthanie est le lieu de station du samedi de Lazare pour la commémoraison du récit de Jn 11, mais le lectionnaire n'a pas retenu la procession depuis Jérusalem indiquée par Égérie pour ce jour. Le 7 septembre est également une station au Lazarion, pour une mémoire de Lazare.

### Village de Bethphagé; Saint-Zacharie
Bethphagé est le village qui se situait sur le versant oriental du mont des Oliviers, en direction de Béthanie.
(L'église de) Bethphagé est mentionnée trois fois explicitement dans le lectionnaire, et deux fois implicitement :
- le 23 (ou 24) août pour une fête de Thomas apôtre, station déjà présente dans le vieux lectionnaire arménien ;
- le 26 mai pour une fête de Philippe (un disciple de Jésus mentionné avec Thomas dans Jn 14) ;
- le 5 septembre pour une fête de Zacharie, l'auteur de la prophétie sur l'ânon (Za. 9, 9) ;
- La commémoration de ce prophète était bien compréhensible à Bethphagé, puisque c'est là, d'après les évangiles du jour des Rameaux, que la prophétie s'est réalisée. Mais Zacharie faisait déjà l'objet d'une mémoire, et même d'une déposition de reliques, dans le lectionnaire arménien, à une autre date, le 10 juin, sans précision de lieu. Dans le lectionnaire géorgien on trouve à cette date un lieu appelé « nouveau Saint-Zacharie au deuxième mille ». On y trouve par ailleurs, le mercredi avant l'Ascension, un lieu appelé « Saint-Zacharie ». Commençons par celui-ci.

On lit ce jour-là Jn 14, 1-13, la péricope qui traite de Thomas et Philippe, qui sont les deux saints du Nouveau Testament commémorés à Bethphagé. Il est donc assez vraisemblable que cette église Saint-Zacharie n'était rien d'autre que le nom habituel de l'église de Bethphagé au Ve s., et que c'est là qu'avaient été déposées les reliques de ce saint. Peut-on savoir d'où elles venaient ?
Il existait une tombe de Zacharie à Jérusalem, là même où sera construite la fondation de Paul (C.24). Mais les ossements qui se trouvaient à cet endroit (ou plus exactement à côté, dans la grotte qui a servi de tombe aux benê Hézîr) n'ont pas été « identifiés », puis vénérés, avant la fin du Ve s., d'après une allusion à Siméon Stylite dans le récit d'apparition cité plus loin (C.24). Il existait par contre un autre gisement de reliques de Zacharie, si l'on peut dire, dans le sud du pays, près d'Éleuthéropolis, selon un récit rapporté par l'historien Sozomène (Histoire ecclésiastique, IX 17) relatif au Zacharie prêtre de II Chr. 24, qui s'est fait reconnaître aux environs de 412. C'est donc plutôt de là que venaient les reliques déposées le 10 juin dans l'(ancien) Saint-Zacharie, alias Bethphagé, même s'il ne s'agissait pas du même personnage que celui de la prophétie sur l'ânon - les confusions de cet ordre sont fréquentes dans nos sources. 
Quand, dans le récit discuté plus loin, un autre lot de reliques de « Zacharie » est apparu, en provenance cette fois de Jérusalem même (la tombe des benê Hézîr), on aurait cherché à mieux distinguer les différents Zacharie bibliques :
- d'une part en déplaçant les anciens ossements de Bethphagé dans un « Nouveau Saint-Zacharie au deuxième mille » (ce serait le Zacharie d'Éleuthéropolis, même si la rubrique prescrivant la lecture de Za. 3-6 n'a pas bougé),
- en réservant la mémoire du prophète post-exilique à Bethphagé, pour lequel on institua une nouvelle fête le 5 septembre, sans reliques cette fois,
- et en localisant la dernière demeure d'un troisième Zacharie, le père de Jean-Baptiste, dans le monolithe pyramidal de la vallée du Cédron (voir les images ci-dessous A.11 et C.24), la Tombe de Zacharie de l'époque romaine. Le Protévangile de Jacques, qui a influencé sur ce point le récit d'apparition, en fait un autre prêtre et martyr dans le temple, comme son homonyme désormais délogé (au Nouveau Saint-Zacharie).

On pourrait identifier le Nouveau Saint-Zacharie dans le village de Béthanie, qui se trouve effectivement au deuxième mille de Jérusalem et où il existe au moins un candidat possible (l'église à l'est du Lazarion, voir ci-dessus 8).

### Gethsémani
Gethsémani est une station sur le chemin de l'Anastasis dans deux processions de la Grande Semaine, celles des Rameaux et de la vigile du vendredi saint. Après la destruction de l'église en 614, le nom Gethsémani est passé à l'église du saint sépulcre de la Théotokos non loin de là (26) ; c'est probablement là que se faisait, quand c'était possible, la station de la procession des Rameaux. Le 6 juin on commémore à « Gethsémani, au-dessus » (la chapelle dont les restes se trouvent aujourd'hui dans la propriété franciscaine du Dominus flevit) des martyrs datant de la dévastation de la ville par les Perses en 614. C'est là que devait se tenir à l'époque arabe la station de l'autre procession. Ce lieu est appelé « Sainte-Proskynèse » (du mot grec signifiant prosternation) dans le stavrou 43.

### Lieu de l'Ascension
Le mont des Oliviers est composé de trois collines. Sur la colline sud, en face du Mont du Temple, se trouvent l'Éléona (A.2) et non loin de là, vers le nord, au somment de cette colline, le lieu de l'Ascension, où une certaine Poemenia fit bâtir l'église de l'Ascension peu avant 392 (Vie de Pierre l'Ibère) ; les stations mentionnées par Égérie se faisaient encore à ciel ouvert.
Outre la station du sixième jeudi de Pentecôte, jour de l'Ascension, c'est une des stations des processions qui ont lieu durant la vigile du vendredi saint, ainsi qu'aux jours de Pâques et de Pentecôte. On s'y rend également pour la fête de la Transfiguration le 6 août et pour le jour de la dédicace de l'église le 7 octobre.

### Poimnion (lieu des Bergers)
Le nom du martyr commémoré le 25 septembre au « Champ extérieur » est trop déformé pour permettre une identification, mais la localisation convient assez bien à l'église des Bergers, en dehors de Bethléem. Dans cette église, attestée dès le vieux lectionnaire arménien au début du Ve s., on se rend l'après-midi du 24 décembre (du 5 janvier dans le lectionnaire arménien) pour commémorer l'apparition des anges aux bergers d'après le récit de Matthieu de la naissance de Jésus. Les ruines de l'église, qui est encore visitée par les pèlerins au Xe s., ont été dégagées par les Grecs à Beit Çahûr. Il ne faut pas la confondre avec l'église monastique de Siyar el-Ghanam, non loin de là dans une propriété franciscaine, qui correspondrait plutôt à l'église du monastère de Markianos.

### Kathisme et village de Betebre
Le vieux lectionnaire arménien situe le 15 août une station au Troisième mille de la route de Jérusalem à Bethléem. Dans le lectionnaire géorgien la station est déplacée à Jérusalem dans le Tombeau de Marie (A.26 ci-dessous), et il y a deux autres stations au « Troisième mille », appelé aussi « Kathisme » (du grec ancien : κάθισμα « lieu où s'asseoir ») : le 2 (ou 3) décembre pour la dédicace d'une église et le 13 août pour la dédicace d'une autre église située plus spécialement « dans le village de Betebre ». Ces églises apparaissent après le concile d'Éphèse qui proclame le dogme de la Théotokos en 431 et suscite une nouvelle vénération de la Vierge Marie.
On connaissait le « Kathisme » d'abord par une courte notice de la Vie de Théodose le Cénobiarque (les deux versions) disant que Hikélia, « épouse du gouverneur, devenue ensuite diaconesse du Christ », fonda, vers 455, une église au « Vieux Kathisme » ; ensuite par la toponymie arabe locale, où le Bîr el-Qadismu (« puits du repos ») désignait un endroit correspondant effectivement, à peu près, au troisième mille de la route de Jérusalem à Bethléem (non loin du monastère de Mar-Élias). Cependant il ne restait rien d'une église et, lorsque, en 1934, on découvrit les ruines d'une église non loin de là, à Ramat Rachel, on conclut à la découverte de l'église du Kathisme.
Mais les choses ne sont pas si simples. Le « troisième mille » de Jérusalem à Bethléem est en effet connu dès le Protévangile de Jacques, au plus tard au IIIe siècle. C'est un endroit où Marie enceinte descend de l'âne pour se reposer. Elle n'a pas le temps d'atteindre Bethléem et se rend dans une grotte où Jésus apparaît miraculeusement. Les lectures du lectionnaire concernent précisément la naissance de Jésus (en concurrence avec la fête du 6 janvier, voir Fêtes d'épiphanie). D'autre part, le Bîr el-Qadismu est resté un lieu de pèlerinage pratiquement jusqu'à l'époque contemporaine, même si l'on ne connaissait plus vraiment la raison de cette halte traditionnelle près d'une citerne sur la route de Bethléem. Et c'est bien à cet endroit que l'Autorité des antiquités d'Israël met au jour les ruines en 1992 d'une église octogonale, comme plusieurs églises de pèlerinage de l'époque byzantine (Capharnaüm, Bethléem, Samarie…). Il y a tout lieu de l'identifier au « Vieux Kathisme » fondé par Hikélia, l'église de Ramat Rachel correspondant dès lors plutôt à la station du 13 août, dans un village. La fête principale, le 15 août, est déplacée dans le lectionnaire géorgien au Tombeau de Marie (ci-après) à la suite du développement des traditions mariales relatives à sa dormition. La dédicace du 2 décembre correspond dès lors à la fondation d'Hikélia.
Cela dit, on n'a pas retrouvé de citerne (de bîr), mais la route où il se trouvait a été agrandie à l'époque du Mandat britannique. Elle semble donc se trouver sous la route actuelle. Il est plus délicat de soutenir (mais possible en attendant une fouille archéologique) que cette citerne corresponde à la grotte (transformée ensuite en citerne) dont parle le Protévangile. Quoi qu'il en soit, l'église d'Hikélia commémore un tout autre souvenir qu'une grotte. On parle, jusqu'aujourd'hui dans les interprétations habituelles du « kathisme », d'un « repos de Marie ». Et il est vrai qu'au centre de l'église se trouve un rocher, ce qui confirme manifestement l'interprétation habituelle. Mais cette interprétation est plus que douteuse au vu du récit du Protévangile, où il est bien question de l'épiphanie de Jésus (et non du repos de Marie). On aurait donc proprement transformé la grotte primitive en un rocher, pour mieux cadrer avec la nouvelle version de la nativité de Jésus, dans une grotte à Bethléem même (et non à trois ou quatre km. de là), puisque c'est là que se trouvait désormais la basilique fondée par Constantin. 
Les sources géorgiennes apportent un autre argument en faveur de cette interprétation primitive de la station au Kathisme. Elles conservent une homélie pour le 13 août, la fête du (nouveau) Kathisme, qui mentionne une grotte, ignorant aussi bien la tradition primitive relative à l'épiphanie de Jésus que l'interprétation consécutive à la fondation de l'église par Hikélia. Le récit explique comment Jérémie cacha dans une grotte les objets contenus dans l'Arche d'alliance du Temple de Jérusalem, peu avant de partir en exil. Ce qui est remarquable, ce n'est pas tant l'histoire elle-même, qui a manifestement des parallèles dans le judaïsme (comme II Mac. 2, 5) et le judéo-christianisme (comme l'apocryphe Vitae prophetarum, recension B), que sa localisation au Kathisme, cela d'après la date où le texte est inséré. On aurait donc là une tradition intermédiaire entre le sens primitif du Kathisme (une grotte pour l'épiphanie de Jésus) et le sens final (un rocher pour le repos de Marie).
D'autre part il y a de curieuses coïncidences entre ce rocher et celui d'Éleusis, où Déméter pleura la descente aux enfers de sa fille Perséphone. Marie n'est-elle pas la mère de celui qui est descendu aux enfers avant de ressusciter ? N'y a-t-il pas une procession vers Jérusalem (le Tombeau de Marie) le 15 août, comme il y en a une, en septembre, vers Athènes ? N'y a-t-il pas, dans la tradition monastique jusqu'aujourd'hui, un jeûne avant le 15 août comme il y en avait un avant l'initiation des mystes à Éleusis ? Le mot « kathisme » lui-même pourrait avoir été utilisé dans ce contexte païen (d'après le lexique d'Hésychius, où le mot a le sens de « sanctuaire »). 
Nous sommes donc en présence d'un même lieu qui a connu une évolution remarquable d'un sens judéo-chrétien initial à une interprétation finale influencée par la mythologie païenne, à l'époque (et peut-être sous l'influence) d'Eudocie.

### (Village de) Anatot
La fête du 1er mai, mémoire du prophète Jérémie (originaire de cette cité biblique), se tient dans l'église du village (aujourd'hui 'Anatâ), dont les restes ont été identifiés. Le site n'est plus visité par les pèlerins après 614.

### Village de Kariathiarim
La station du 2 juillet apparaît déjà dans le vieux lectionnaire arménien. Une source arabe médiévale (Eutychès d'Alexandrie, Xe s.) identifie le lieu biblique Qiriat Yearim (Kariathiarim en grec) au village Qiriat el 'Inab (peut-être le Qiriat 'Anabîm biblique), aujourd'hui Abu Ghosh, où se trouve une belle église croisée. Les fouilles sur la colline près du village musulman actuel ont mis au jour une église byzantine qui peut remonter au début du Ve siècle. Elle a fait l'objet d'une reconstruction, sur un terrain appartenant aux sœurs de Saint-Joseph.
C'est l'un des endroits où fut déposée l'arche de l'alliance à l'époque des Juges (I Sm. 7, 1), avant d'être placée dans le temple de Jérusalem. Cette fête fait partie d'un véritable « cycle de l'arche », avec le Kathisme le 13 août (voir A.13), Masephtha (A.23), Jérémie lui-même (A.14).

### Saint-Étienne; fondation d'Eudocie
Deux textes sont à citer :
- « Et lorsque (Cyrille d'Alexandrie) fut venu avec une foule d’évêques de toute l’Égypte et eut excellemment fait la déposition de saints ossements du protomartyr le 15 du mois de mai (dans un beau temple qu’elle avait construit hors de la porte nord de la Ville sainte), aussitôt après, le 16 du même mois, prié par sainte Mélanie, il fit également la déposition des saints martyrs persans et des quarante martyrs avec eux, sur le mont des Oliviers, dans le petit temple qui avait également été splendidement édifié par la même impératrice Eudocie, comme le mentionne aussi une inscription gravée là sur le mur. » (Vie de Pierre l'Ibère, p. 32-33, traduction de P. DEVOS, L’année de la dédicace de Saint-Étienne à Jérusalem : 439, Analecta Bollandiana, 105 (1987), 265-279, p. 266-267). Ce dernier lieu correspond à la Stoa de saint Étienne (ci-après C.19). Le patriarche Juvénal était vraisemblablement présent également à cette cérémonie bien que le biographe monophysite de Pierre ait omis de le mentionner.

- « (Eudocie en 460) fit consacrer, bien qu’inachevée, l’église de Saint-Étienne protomartyr le quinzième jour du mois de juin […]. Puis elle fit le tour de toutes les églises fondées par elle, les faisant consacrer et assignant à chacune un revenu suffisant. Quatre mois s’étant achevés après la dédicace, dans des dispositions pieuses et agréables à Dieu, elle remit son esprit entre les mains de Dieu le 20 octobre de la quatorzième indiction. » (Cyrille de Scythopolis, Vie de saint Euthyme, ch. 35).

Le 15 mai 439 est donc la date de la translation des reliques d’Étienne, depuis le diakonikon de la Sainte-Sion, tandis que le 15 juin, qui est mentionné dans le lectionnaire géorgien comme jour de la déposition des reliques (n°1031), représente en fait la date de la dédicace, en 460. Le 15 juin a sans doute été préféré au 15 mai en raison de l'existence d'une fête plus ancienne à cette date, mentionnée aussi dans des sources syriaques. Les autres stations sont 
- dans l'octave de l'Épiphanie (11 janvier, n°130), signe de l'importance de l'église dans le système stationnal sous Juvénal,
- une fête de saint Étienne le 14 janvier (n°142),
- une fête de tous les martyrs le 22 janvier (n°163),
- le deuxième mercredi de Pâques (lecture du jour : Ac. VI 1-6, élection des sept diacres dont faisait partie Étienne, n°773),
- une mémoire d'Eudocie le 10 septembre (n°1228),
- et la mémoire de son décès le 19 octobre (n°1312).

Le texte de la lapidation du protomartyr (Ac. VII 55-60) fait partie d'une péricope transcrite dans le lectionnaire pour l'ancienne fête de saint Étienne du 27 (autrefois 26) décembre (Ac. VI 8 - VIII 2). En particulier le 15 juin, on trouve un renvoi aux lectures du 27 décembre, ce qui suggère que le lieu était considéré comme celui de la lapidation du protomartyr.
On notera également la localisation « hors de la porte nord de la Ville sainte » dans le premier texte cité, ce qui rend caduque la localisation de l'épisode d'Ac. VII 55-60 dans un monastère grec, d'ailleurs assez tardif, de la vallée du Cédron, qui a donné son nom à la « Porte de Saint Étienne » dans les sources croisées et ultérieures (aujourd'hui appelée plutôt Porte des Lions, à l'est de la ville). Cette circonstance avait valu à l'époque aux Dominicains acquéreurs du terrain, en 1882 (aux dépens des Russes qui s'étaient également portés candidats), une querelle épique aussi bien que dérisoire avec les Grecs et même les Franciscains.

### Saint-Pierre, maison de Caïphe
C'est l'une des stations de la procession de la vigile du vendredi saint, la dédicace de l'église étant commémorée le 17 ou 18 août. Le lectionnaire désigne aussi l'église par l'expression « Métanie (= repentir) de Pierre ».
À l'époque byzantine, on compte un seul lieu pour la cour du grand-prêtre Caïphe, où Jésus est emmené après son arrestation à Gethsémani, et l'endroit où Pierre pleura sa trahison dans cette même cour au troisième chant du coq. Les récits de la Passion se contentent de dire que Pierre « sortit dehors » (Mt. 26, 75). La « maison de Caïphe » est visitée par le pèlerin de Bordeaux (333), mais l'église, dont il faut sans doute attribuer la fondation à Eudocie, n'est pas mentionnée dans les récits de pèlerinage avant la fin du Ve siècle (Breviarius de Jérusalem et Théodose).
À partir du IXe s. on commence à distinguer les deux endroits et c'est ainsi que l'on situait au moins jusqu'au XIXe s. la « maison de Caïphe » au sommet de la colline entre la Sainte-Sion et le mur (ottoman) de la ville, dans une propriété arménienne. Mais le lieu du repentir de Pierre s'est toujours maintenu sur le flanc de la colline, là où les Assomptionnistes ont acquis un terrain, « Saint-Pierre en Gallicante », où ont été retrouvés des restes intéressants. Il s'agit d'une part de mosaïques qui ont pu appartenir à l'église, bien qu'on n'ait pas réussi à identifier son plan, et d'autre part d'une grotte qui pourrait bien être la « prison du Christ », avant que celle-ci ne migre dans le Saint-Sépulcre, avec d'autres souvenirs de la Passion (comme la colonne de la flagellation, dont le Pèlerin de Bordeaux disait déjà qu'elle avait été déplacée dans la Sainte-Sion, vraisemblablement en provenance de la Maison de Caïphe). Des fouilles plus récentes ont mis au jour des restes d'une riche maison d'époque romaine.

### Sainte-Sophie, maison de Pilate; Saint-Cyr
La station suivante dans la procession de la vigile du vendredi saint est le prêtoire où siégeait le procurateur romain Ponce Pilate. La liturgie commémore également la dédicace de cette église (21 septembre).
Le Pèlerin de Plaisance, à la fin du VIe s. situe le « palais de Pilate », le prêtoire où Jésus fut condamné, « ante ruinas templi Salomonis sub platea, quae discurrit ad Siloam… », c'est-à-dire à l'ouest du Mont du Temple, dans la vallée du Tyropœôn. Ce n’était pas l’endroit historique du prêtoire (le lithostrôton de Jn 19, 13, v. Mt. 27, 11-31 et parallèles), qui était en toute probabilité dans le palais supérieur, l’ancien palais d’Hérode et l’actuelle Tour de David, mais sans doute une riche maison de l’époque romaine, dont les ruines étaient encore visibles au début du IVe s., quand l'endroit est pour la première mentionné par un pèlerin (le Pèlerin de Bordeaux).
Pierre l'Ibère, vers 475, est le premier à mentionner une église, appelée « Sainte-Sophie » dans le lectionnaire géorgien et le récit de la destruction de Jérusalem par les Perses (de Stratègios). Peut-être à cause du titre « Sainte-Sophie », le Lithostrôton semble avoir été considéré comme une église mariale (d’après une subscription du synode de Constantinople de 536, mentionnant « Joseph de la Sainte-Théotokos au Lithostrôton »).
La station a changé d'endroit, sans doute après sa destruction en 614, et on note une nouvelle date de dédicace le 8 août. La station du vendredi saint est appelée « Ambacum » dans un des manuscrits édités (S) et ce nom, qui se trouve aussi dans le manuscrit sinai 34 (Garitte), est en réalité Cyr (abba cyr), dont le nom est quelquefois confondu en géorgien avec celui du prophète Habacuc (abba quq). Garitte a d'ailleurs retrouvé le nom « Saint-Cyr » (Amba Qirs) pour cette station dans un évangiliaire arabe, et c'est aussi le nom le plus fréquent des stations indiquées dans les évangéliaires en syro-palestinien. Comme l'a noté Joseph Milik, l'église du Lithostrôton est précisément connue, dans une Vie de Constantin médiévale, comme « église Saints-Cyr-et-Jean ». On sait par ailleurs que le patriarche Sophrone a composé un panégyrique de ces deux saints, dont le lieu de culte était près d'Alexandrie (l'actuelle Aboukir, « Abu-Kir »), ce qui peut expliquer pourquoi on construisit une église en leur honneur, qui finit par passer pour le Lithostrôton après que l'ancienne Sainte-Sophie a été détruite. En tous cas les pèlerins, dont le plus ancien est Épiphane au IXe siècle, situent clairement le Lithostrôton sur le chemin entre la Tour de David et la Sainte-Sion, dans un endroit qui n'a, cependant, pas été identifié à l'heure actuelle.

### Village de (Béthel)

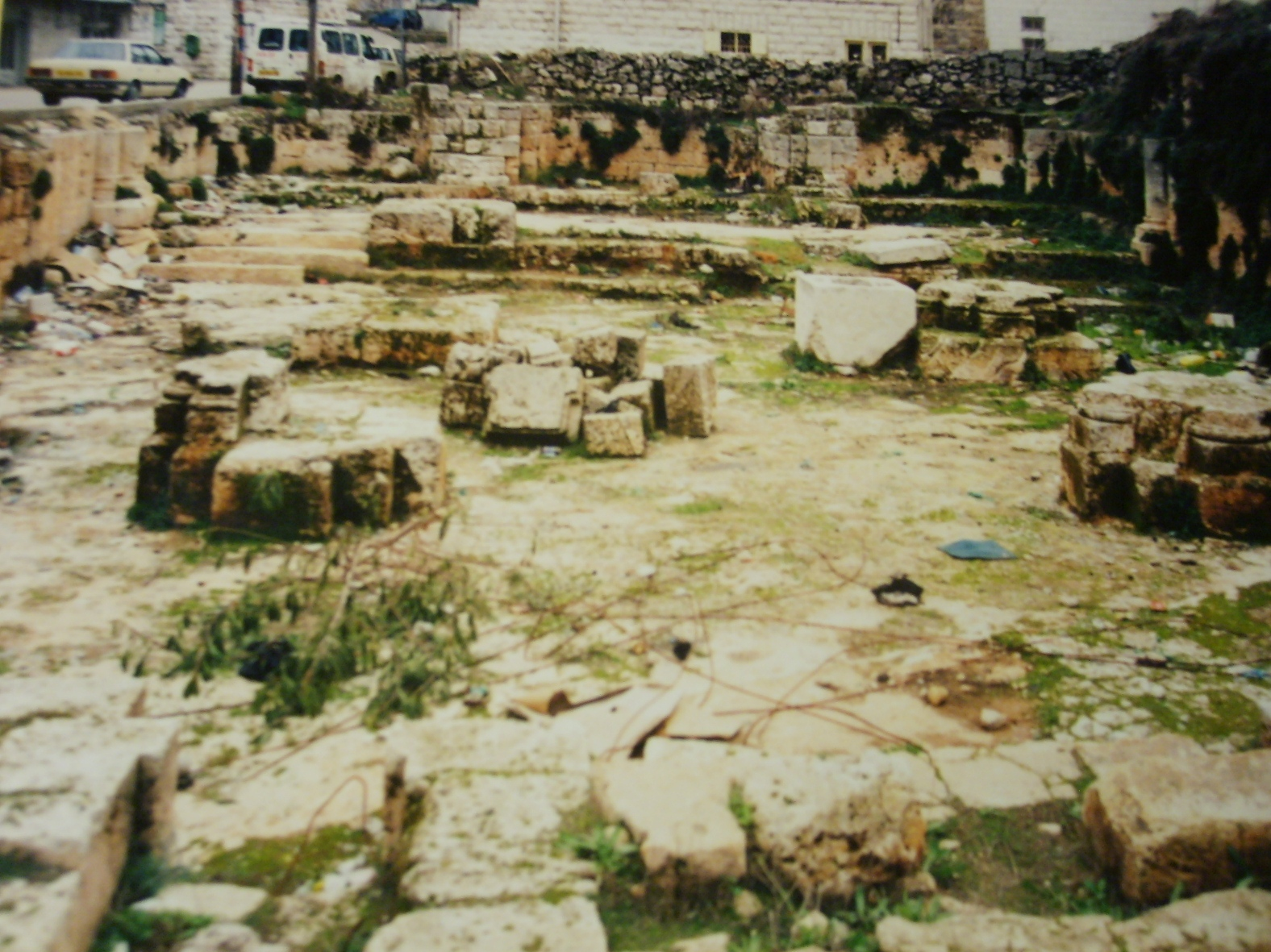
Église croisée à el-Birê, peut-être la Béthel de la Bible.

Les manuscrits indiquent ici « Bethléem », mais l'objet de la fête du 8 octobre (la mémoire de Jacob) et les lectures du jour (Gn. 27-28) conviennent mieux à « Béthel », deux mots facilement confondus quand les mots sont abrégés, ce qui arrive souvent dans les manuscrits géorgiens médiévaux. Il est possible que ce village corresponde à el-Birê, près de Ramallah, où se trouvent les ruines (non fouillées) d'une église croisée. Comme la Bible mentionne non loin de Béthel un autre village, 'Aï, il pourrait s'agir d'un site au sud-est, Kh. Nisya, également non fouillé.

### Près de (Béthel)
La fête d'Abraham et Loth, avec déposition de reliques de l'apôtre André, le 9 octobre, convient assez bien à la station « près de Bethléem » (lire Béthel comme ci-dessus 19), où on lit des textes de Gn. 12 et 13. Il pourrait s'agir de Kh. Nisya (cf. A.19).

### Village de Thamnachar

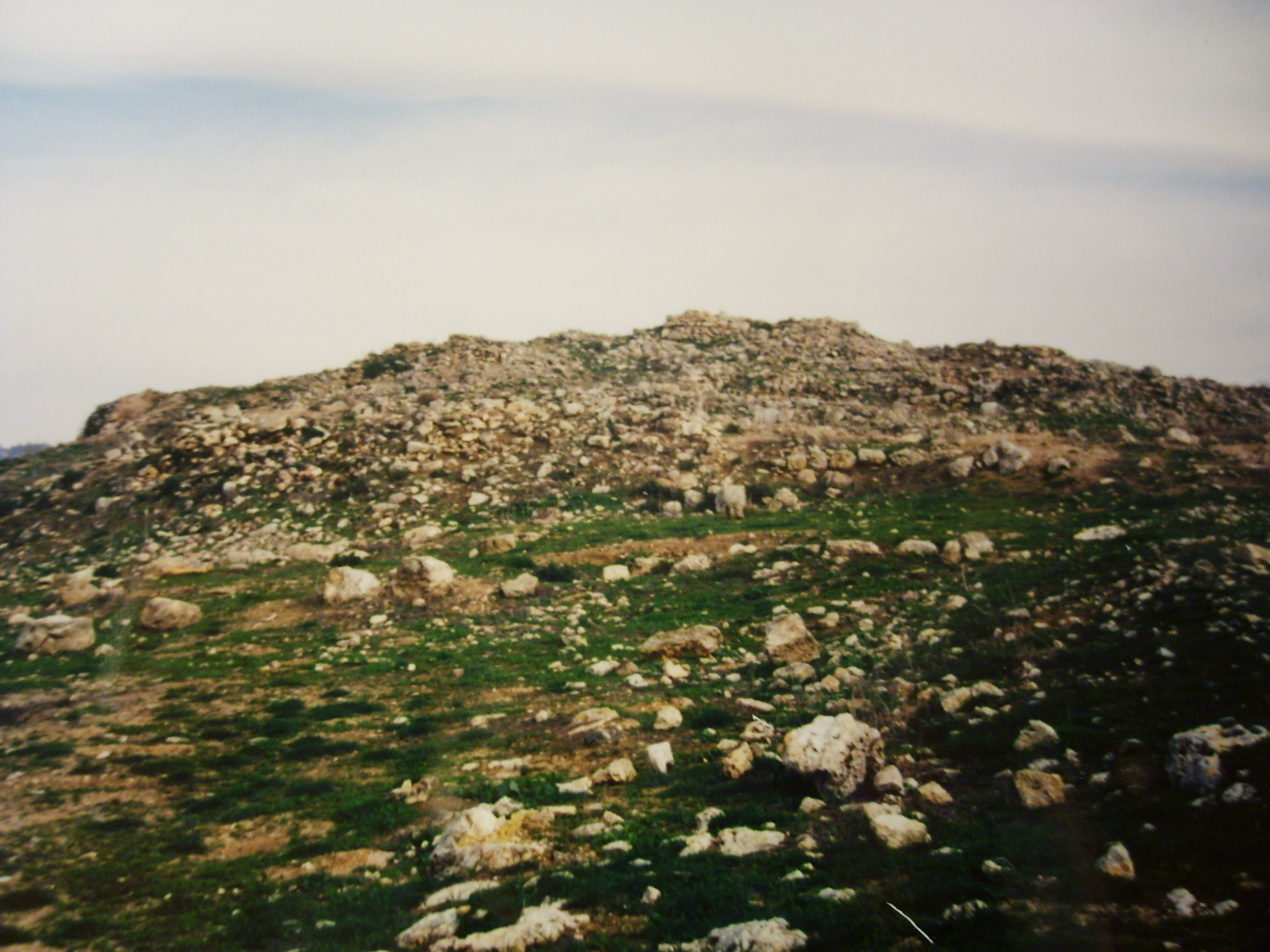
Il ne reste pas grand chose sur le site probable de la Tombe de Josué (Kh. Tibnê)

Le 3 septembre, la mémoire d'Aaron et Éléazar, avec des lectures de Nb. 20 et 25, se tient à Thamnachar, le Timnat Sérah de Jos. 19, 50 ; 24, 29, aujourd'hui Khirbet Tibnê. Ce devrait être la tombe de Josué, mais celui-ci est commémoré la veille, 2 septembre, à la Probatique (ci-après 22), avec des lectures de Jos. 10 et 24. Il s'agit probablement d'une erreur, et il faudrait donc reculer la station du 3 septembre d'un jour. Selon une remarque de Milik, la rubrique du 2 septembre contient d'ailleurs un nom, Anthème, qui peut être une déformation de Thamnachar. Le site est visité par Égérie (d'après Pierre Diacre) et Paula (dans le récit de son pèlerinage fait par Jérôme, Lettre 108).

### Probatique
La Probatique, près des ruines de laquelle les croisés ont bâti l'église Sainte-Anne mère de Marie, a été bâtie vers le début du Ve s. pour commémorer le miracle de Jn 5 (même s'il y a de fortes chances que le miracle ait eu lieu en fait à Siloé, ci-après 27). À la fin du siècle, sous l'influence du Protévangile, le lieu évolua dans le sens d'une église mariale commémorant la naissance de Marie, non loin de la Porte des Brebis (dite aussi Porte Saint-Étienne, à cause du sanctuaire grec de ce nom, d'époque médiévale, plus bas dans la vallée), c'est-à-dire la « Probatique » de Jn 5, 2 (probaton = brebis). Le Protévangile raconte que, après qu'Anne reçut d'un ange la promesse d'enfanter, alors que Joachim était lui-même en train d'attendre dans le désert une réponse de Dieu à sa demande d'avoir une descendance, « Joachim arriva avec ses troupeaux. Anne l'attendait, aux portes de la ville. Dès qu'elle le vit paraître avec ses bêtes, elle courut vers lui, se suspendit à son cou… Et Joachim, ce premier jour, resta chez lui à se reposer. » (IV, §4) 
Le lieu est indiqué six ou sept fois comme station liturgique :
- Dédicace le 9 juin (entre 430, car elle n'est pas encore dans le vieux lectionnaire arménien, et 450, car l'église est attestée sous Juvénal) ;
- Station de la procession des Rameaux en provenance de l'Éléona et de Gethsémani, et en direction de l'Anastasis ; les deux nouvelles stations entre l'Éléona et l'Anastasis (nouvelles par rapport à Égérie et au vieux lectionnaire arménien) permettaient de lire ce jour-là les quatre récits de l'entrée de Jésus à Jérusalem dans les Évangiles ;
- Station de la fête du début de l'an le premier septembre, début de l'année civile byzantine sans doute depuis Léon Ier[13]. Il est intéressant que les lectures fassent allusions au Jour des Expiations (yôm kippur). Le Jour des Expiations est en effet, dans un vieux calendrier hébraïque attesté notamment dans les Jubilés et à Qumrân (le calendrier essénien), le début d'une année jubilaire. Il y a d'autres traces d'influence essénienne sur l'Église de Jérusalem (notamment ci-dessous 5) ;
- L'octave de ce jour, le 8 septembre, a été choisie comme fête de la nativité de Marie, une fête qui a pénétré dans toutes les traditions liturgiques chrétiennes et dont dépend par contre-coup (neuf mois avant) la fête de la conception de Marie le 8 décembre (dans le calendrier romain, 9 décembre dans le rite byzantin actuel), c'est-à-dire l'Immaculée Conception, qui est un jour férié dans certains pays ou cantons suisses ;
- Chronologiquement, la première station dans la Probatique était peut-être celle du deuxième samedi de Pentecôte pour la lecture de Jn 5, car le cycle de lecture de cet Évangile durant le temps de Pentecôte est très ancien (voir 5) bien qu'il ne soit pas détaillé dans le vieux lectionnaire arménien ;
- La fête de l'Annonciation le 25 mars a été introduite au VIe s. à Jérusalem, avec station à la Probatique d'après l'un des manuscrits du lectionnaire ;
- Reste une station non-expliquée le 30 mai, peut-être la nouvelle dédicace de l'église après sa restauration au VIIe siècle.

### Village d'Ein Kerem, église d'Élisabeth
La station du 28 août à Ein Kerem commémore une déposition de reliques de divers saints de l'entourage de saint Jérôme, dont le plus récent n'est autre que Jérôme lui-même, mort en 419 (en contradiction avec le martyrologe hiéronymien pour lequel ses reliques se trouvent à Bethléem).
Une autre tradition s'est développée à Ein Kerem, celle de la maison de Zacharie, que l'on montre encore aujourd'hui à Ein Kerem au sud-ouest de Jérusalem, c'est-à-dire l'endroit de la naissance de Jean-Baptiste (on montre également un peu en dehors du village le lieu de la rencontre entre Marie et Élisabeth, trois mois plus tôt, selon le récit de l'évangile selon saint Luc chapitre 1). Cette tradition ne semble pas très ancienne (fin Ve s., en même temps que la localisation des souvenirs du Protévangile, A.22, A.29, C.24 ?), mais il est vrai que le lectionnaire y fait lui-même allusion par la lecture de l'évangile selon saint Luc chapitre 1, versets 57-66 (naissance de Jean-Baptiste).

### Village de Masephtha
Non loin d' el Birê (= A.19) se trouve le site de Tell en-Naçbê qui est parfois identifié au Miçpâ de la Bible, Masephtha en grec, en concurrence avec Nebi Samwîl où, à l'époque byzantine, ne se trouve guère plus qu'un monastère. Une église a été identifiée sur ce site (relevé de Bagatti). La station le 20 août commémore le prophète Samuel, qui convoqua Israël dans ce village, après l'épisode de Qiriat Yearim (= A.15), selon une des lectures du jour (I Sm. 7, 3-13). Samuel, dans la Bible, est aussi actif à Béthel (= A.19).

### Béthanie, au-dessus
La station du 4 juin commémore une dédicace dans un endroit à Béthanie en haut de la colline. Un seul lieu convient à cette localisation, c'est une grotte, une ancienne citerne, où des traces de culte chrétien ont été retrouvées. La lecture du jour, Lc 10, 38-42, suggère qu'on se trouve dans la « maison » de Marthe et Marie, les sœurs de Lazare, qui était visitée par les pèlerins à la fin du IVe s. (Jérôme, Lettre 108, 12).

### Gethsémani, tombeau de la Theotokos; fondation du roi Maurice
La dédicace primitive eut lieu un 13 juin (d'après le sinaï 34), peu après le concile d'Éphèse qui a donné essor au culte marial. L'église se trouve bâtie autour d'une ancienne tombe. Il est donc certain qu'elle était considérée dès cette époque comme le lieu de la sépulture de Marie. Cependant c'est à la fin du Ve siècle seulement que se développent les traditions sur la disparition de son corps du tombeau (éléments dans les articles assomption, dormition, La Dormition (15 août) et ci-dessus Kathisme), qui amènera le déplacement de la station du 15 août du Kathisme à cette église de Gethsémani. 
L'empereur byzantin Maurice (582-602), à qui le lectionnaire attribue la fondation, est sans doute responsable d'une restauration (peu avant la destruction de l'église en 614, de nouveau restaurée ensuite), qui est commémorée le 22, 23 ou 24 octobre. 
Le 14 juillet est indiquée une station dans cette église pour la commémoration de deux martyrs (Mamas et Taraise).

### Siloé
Station du 6 septembre commémorant la « déposition de l'autel » (la dédicace de l'église ou l'installation d'un autel dans un bâtiment préexistant ?). L'église date vraisemblablement de la période eudocienne à cause du martyr Phokas qui est mentionné pour cette fête dans le sinaï 34, un martyr qui est souvent commémoré dans les églises fondées par Eudocie.

### Tombeau de Rachel
Le Tombeau de Rachel fait l'objet de deux stations : le 20 février pour la mémoire d'une « déposition » (de reliques de Rachel à la suite d'une inventio qui n'a pas été relatée par écrit ?!) et le 18 juillet pour une autre déposition, où l'on trouve une liste assez longue de saints dont la circulation des reliques est attestée à Jérusalem à l'époque d'Eudocie.

### Choziba, monastère de la Theotokos
Comme le Kathisme (ci-dessus 13) et la Probatique (ci-dessus 22), ce lieu a été rattaché au cycle d'événements racontés dans le Protévangile de Jacques (voir aussi ci-dessus 23 et ci-dessous C.24). Le monastère, comme le racontent les Miracles de la bienheureuse Vierge Marie à Choziba (édités dans Analecta bollandiana, 7, 1888) était au départ, vers 470, une simple cellule transformée en chapelle. Il est possible que la proximité de la dédicace de cette église le 18 janvier (selon le lectionnaire), dans les années 480, avec une ancienne fête mariale du 15 janvier, encore conservée dans la tradition syriaque, et également mentionnée dans le lectionnaire, ait conduit au rapprochement avec le récit du Protévangile qui situe « dans le désert » le lieu où Joachim demanda à Dieu de lui accorder une descendance (I, §4), Marie.
Ce monastère, restauré au début du XXe s., est situé dans un endroit idyllique du désert de Juda (le wâdi Qelt) et est un lieu de visite habituel pour les touristes et pèlerins de Terre sainte (voir par exemple les images de http://www.geocities.com/m_yericho/kelt.htm).

## Les fondations

### Innocent; Saint-Jean l'Ancien
Stations dans la « Fondation d'Innocent » le 29 septembre, fête de saint Jean-Baptiste, et à « Saint-Jean l'Ancien » le 14 juin, fête d'Élisée prophète, c'est vraisemblablement le même endroit « sur le Mont » comme dit la rubrique du 14 juin, c'est-à-dire le mont des Oliviers. Abel rapprochait la Fondation d'Innocent de celle du « martyrium de saint Jean-Baptiste » par un moine Innocent, vers 385, mentionné par Pallade. 
Le rapprochement entre Jean-Baptiste et Élisée vient du fait que leurs reliques ont été découvertes au même endroit à Sébaste en Samarie, ensemble avec celles du prophète Abdias, comme le disent Jérôme (Lettre 108, 13) et Jean Rufus dans ses Plérophories (PO 8, p. 70-71), bien que Rufin d'Aquilée rapporte que ces reliques avaient été réduites en cendres sous Julien. Mais il précise qu'une partie des reliques avaient été soustraites aux « païens » (probablement les Samaritains) et amenées à Jérusalem, avant d'être transférées à Alexandrie où celles de Jean-Baptiste serviront à la fondation d'une église (aux dépens du Sérapéum de la ville). Il y a donc des raisons de penser que quelques reliques ou bien objets ayant touché ces reliques se trouvaient dans le monastère d'Innocent (le nom d'Abdias est d'ailleurs mentionné le 22 juin).

### Mélanie la Jeune
Lieu de station du 6 juillet, l'endroit est situé sur le mont des Oliviers d'après la Vie de Pierre l'Ibère. On y conservait le culte et peut-être des reliques du prophète Isaïe. Il s'agit du lieu où Mélanie la Jeune est venue se retirer en partie du monde pour vivre des années d'ascèse. 
La station du 30 décembre, veille de la mort de la sainte fondatrice, sur le « mont des Oliviers », se faisait sans doute à l'endroit de son monastère.

### Hospice de Passarion le prêtre
Situé à l'est de la ville, devant les portes de la ville, endroit où l'on offrait à manger aux pauvres et aux pèlerins. Station du 21 novembre avec mémoire du fondateur.

### Juvénal patriarche
Jean Rufus parle d'un monastère où Juvénal était moine avant de devenir patriarche, qu'il localise dans la vallée du Cédron, et on peut supposer qu'il s'agit de la fondation qui porte son nom dans le lectionnaire, pour une station le 25 août.

### Aphthonios
Deux stations se tiennent dans cette fondation « près de Gethsémani », le 12 juillet pour une « déposition de l'autel » et le 14 novembre pour une déposition de reliques de Jean-Baptiste et Élisée, avec mémoire d'un martyr (Léonce) et des archanges Michaël et Gabriel.

### Église du martyr Procope
Lieu d'une péripétie du drame raconté par Grégoire Arzruni.
L'église servait de station pour la fête de nombreux saints, le 2 octobre, sans doute en raison de la présence d'une lipsanothèque contenant certaines reliques.

### Pierre prêtre; Saint-Paul; Quatrième mille

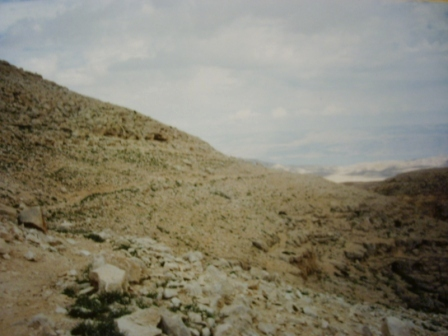
Route romaine descendant de Jérusalem à Jéricho, peu après la Fondation de Pierre (8) au Quatrième mille

L'histoire de cette église est assez complexe, car elle semble avoir été connue sous diverses appellations. 
Une église du « Quatrième mille » est mentionnée le 30 juin dans le lectionnaire, où le calendrier sinaï 34 (Garitte) situe une déposition de reliques d'un groupe de saints comprenant aussi Paul, ainsi que les XL martyrs. Cette église, comme l'a démontré Joseph Milik, se trouvait sur la route de Jérusalem à Jéricho, et correspond à des ruines non loin d'une source qui a conservé en arabe le nom de « quatre » ('Ein Rawabê : puits des Quatre). Cyrille de Scythopolis attribue à l'impératrice Eudocie dans sa Vie d'Euthyme (ch. 35), la fondation d'une église « Saint-Pierre » qui, d'après sa position « à vingt stades en face du » monastère d'Euthyme, semble bien correspondre à cet endroit. Il faudrait la rapprocher de la dédicace de l'église « Saint-Paul » ou « Saint-Pierre » selon les manuscrits indiquée en date du 21 janvier dans le lectionnaire. Finalement, le 13 octobre, une station se fait dans « la fondation du prêtre Pierre », avec mémoire d'une déposition de reliques des XL martyrs, comme le 30 juin. On aurait donc confondu le prêtre Pierre à saint Pierre (l'apôtre), et aussi, comme l'église contenait des reliques d'un certain Paul, à saint Paul (apôtre), et cela donne l'église « Saints-Pierre-et-Paul » mentionnée dans ces environs par un récit de pèlerinage du IXe siècle. 
Il y a peu de choses à voir sur place. Le plus impressionnant est encore l'ancienne route romaine par endroits très bien reconnaissable, et où le Christ a dû poser le pied. Eudocie a pu financer dans la Fondation de Pierre, son monastère, la construction d'une citerne, qui est la structure la mieux conservée du site actuel (ceci d'après une suggestion de l'archéologue israélien Yizhar Hirschfeld).

### Ephrem
Deux stations ont lieu dans cette fondation qui paraît assez ancienne, consacrées aux martyrs Phocas d'une part, Babylas d'autre part. La rubrique de l'une d'elles la situe « sur le Saint-Mont », dans les alentours immédiats de l'Éléona.

### Flavia
La date de dédicace est commémorée le 23 avril (d'après le calendrier de Jean Zosime) et une déposition de reliques (?) de divers personnages bibliques est commémorée le 15 octobre. La rubrique du manuscrit L mentionne Jean-Baptiste, Isaïe, Ézéchiel, et Misael (l'un des trois jeunes mentionnés dans le livre de Daniel) ; le manuscrit P ajoute Daniel, le patriarche Joseph, les deux autres jeunes Ananias, Azarias. Deux autres stations sont prévues, le 3 juin et le 4 septembre.
Cyrille de Scythopolis écrit dans la Vie de saint Théognios (début) : « Arrivé à Jérusalem en la cinquième année du règne de Marcien (août 454 - août 455), comme (Théognios) avait trouvé les Aposchistes (les opposants au concile de Chalcédoine) maîtres des monastères de la ville sainte […], il s’attacha à une femme vertueuse nommée Flavia, qui, sous la garde du Saint-Esprit, fondait alors au mont des Oliviers un monastère et une église en l’honneur du saint martyr Julien ». Julien est inscrit dans les rubriques des 3 juin et 4 septembre.
Le 3 juin, on commémore en outre Pamphile, ce qui suggère son identification aux martyrs dont parle Eusèbe dans les Martyrs de Palestine, XI 25-26, dont Flavia avait peut-être obtenu des reliques.

### Bassa
Il n'y a pas moins de six stations à cet endroit (5 mai, 16 juin, 10 juillet, 30 ou 31 octobre, 12 nov. et 6 déc.), qui pourrait être identifié à l'endroit où se trouve aujourd'hui une chapelle dédiée à saint Ménas, dans la cathédrale arménienne de Jérusalem près de la porte de Jaffa, côté nord. Les rubriques indiquent en effet à cet endroit le nom du martyr égyptien Ménas, dont parle également un passage de la Vie de saint Euthyme de Cyrille de Scythopolis relatif à Bassa : « De son côté la bienheureuse Bassa, établit (André, frère d’Étienne, l’évêque de Iamnia) higoumène du martyrion de saint Ménas qu’elle avait fondé » (ch. 30), peu avant 460. Comme chez Mélanie (2) et Flavia (12), des reliques d'Isaïe y ont été déposées (16 juin).

### Euplios; Saint-Georges
Le 23 novembre est la date de la dédicace de cette chapelle dédiée à saint Georges, à laquelle fait allusion la Vie de saint Jean l'Hésychaste (ch. 4) et dont on a sans doute retrouvé l'emplacement exact lors de la découverte d'une inscription sur mosaïque à Sheikh Bader, non loin de l'actuelle Knesset.

### Saint-Mont
Deux stations commémorant sainte Thècle sont signalées à cet endroit, le 5 juin et le 26 juillet. Une déposition de Conon et Thècle est en outre mentionnée le 24 septembre sans précision de lieu, mais l'existence d'une inscription mentionnant Eudocie, avec les noms de Thècle et d'autres martyrs dont sans doute Conon, ainsi que l'attestation à Bethphagé d'une « église Sainte-Thècle » (par le pèlerin Théodose), suggère de situer cette église à Bethphagé.

### Près de Sion, (Saint-Thalélée)
Station de la fête du 19 novembre, déposition de Thalélée, dans une chapelle correspondant probablement à celle du monastère qui porte le nom du martyr Thalélée, martyr en Cilicie.

### Jean; Saint-Théodore
Quatre dates sont célébrées dans cette Fondation : le 3 juillet pour une « invention du calice », le 8 août pour une déposition de saint Théodore[Lequel ?] martyr, le 23 septembre pour une déposition de Thyrse martyr et des martyrs Serge et Bacchus et le 12 décembre pour une déposition de sainte Euphémie.
Cyrille de Scythopolis (Vie de saint Sabas, ch. 78) raconte comment l’orfèvre Romylos de Damas, diacre de Gethsémani, après s'être fait voler, s'était rendu à Saint-Théodore où il retrouva son argent à la suite d'une vision du saint (sans doute peu après la mort de saint Sabas en 532). 
Les textes bibliques du 3 juillet ne renvoient aucunement au calice de la Cène conservé, selon des Pèlerins, à Jérusalem, mais parlent simplement d’un serviteur qui comprend le vrai sens de l’argent. On pourrait se demander si le calice de la fête du 3 juillet est vraiment le calice de la Cène. Peut-être Romylos s'était-il simplement fait voler un calice…

### Jourdain prêtre
La rubrique du 5 octobre dit de cette Fondation qu'elle se trouvait « dans l'église de la Théotokos », celle-ci correspondant à la Fondation du patriarche Élie (494-516) près de l'Anastasis, dont parle la Vie de saint Sabas (§ 31), qui était bien une église mariale (d'après le stavrou 43). La rubrique indique en outre « près de Saint-Michaël », ce qui permet de localiser celle-ci également près de l'Anastasis.

### Église de l'archange Michaël
La rubrique du 22 juin parle à la fois d'une dédicace et d'une déposition d'Élisée & Abdias (sans doute d'objets ayant touché leurs reliques, voir ci-dessus C.1). Il est aussi question d'une mémoire d'Élie. Tout cela dans un lieu de culte consacré à l'archange Michaël, qui semble situé près ou même dans l'Anastasis (peut-être l'actuelle chapelle arménienne surplombant le Tombeau vide), d'après la rubrique du 5 octobre.

### Jean patriarche
On peut identifier quatre stations à cet endroit « en bordure de la ville », toutes consacrées à la mémoire du Précurseur : 24 juin (sa nativité), 29 août (décollation, et mémoire d'Élisée), 26 octobre (invention des reliques de sa tête) et la dédicace 15 décembre. Le fondateur semble être le patriarche troisième du nom (Jean III), au début du VIe s., mais on pourrait aussi argumenter en faveur de Jean II, un siècle plus tôt.

### Paul
Un moine de la région de Jérusalem raconte, dans une lettre adressée à Épiphane et Pierre, lettre conservée en géorgien, comment, vers la fin du Ve s., le « prêtre Zacharie » lui est apparu pour lui révéler l'authenticité des reliques qui viennent d'être découvertes, ainsi que de celles des deux autres grands prêtres de Jérusalem : Siméon et Jacob (Jacques). Ils étaient considérés, dans l'imaginaire des chrétiens de l'époque (qui s'est développé à partir du Protévangile de Jacques) comme les trois derniers grands prêtres de Jérusalem. Les reliques proviennent vraisemblablement de la grotte adjacente, où un récit conservé en latin cette fois situe la demeure d'un ermite, Épiphane (le destinataire du récit géorgien ?), qui donne un autre point de vue sur cette invention de reliques (c'est, ici, Jacques qui apparaît). Il est sûr en tous cas qu'il a existé à cet endroit une Fondation, une chapelle, pour contenir lesdites reliques. Elle est connue comme « Fondation de Paul » (le nom pourrait être une confusion avec le Pierre du récit géorgien, lui-même peut-être le patriarche qui a siégé de 524 à 552). C'est le lieu de station de plusieurs dates liturgiques : les 18 et 25 mai pour l'invention des reliques, le 1er décembre pour la déposition sous le monolithe pyramidal.

### Zebina prêtre; Nouveau Saint-Zacharie
La station de la fête du 10 juin est discutée plus haut (A.9) ; sur Zebina, voir ci-après.

### Zebina prêtre, dans l'Apostoleion
S'il s'agit du même fondateur qu'au lieu précédent, on peut le dater de l'époque de l'invention des reliques de Zacharie (ci-dessus C.24), vers la fin du Ve siècle. Les reliques déposées le 29 avril (André apôtre, seulement d'après le sinai 34) et au moins celles déposées le 11 septembre (Euphémie martyre) n'ont pas pu l'être avant le concile de Chalcédoine (451), Chalcédoine étant le lieu originaire des reliques d'Euphémie. Deux autres stations sont indiquées dans cette fondation pour la mémoire de l'apôtre André : le 5 mars et le 17 août. 
D'autres reliques d'apôtres (Paul, Philippe, Pierre, Thomas) sont mentionnées « dans l'Apostoleion », qui était le lieu de sépulture des évêques de Jérusalem (voir A.2). Mais l'origine de ces reliques est douteuse (voir le cas de Pierre et Paul discuté ci-dessus C.8) et ces mentions ne paraissent pas très anciennes (pour les commémoraisons de Philipe et Thomas, voir cependant A.9). Elles cherchent simplement à appuyer l'affirmation (de foi) de la continuité entre apôtres et évêques (et ne sont pas à prendre dans un sens littéral !).
La localisation « dans l'Apostoleion » est intéressante. On possède un texte mentionnant une autre fondation dans cette église, une sorte de chapelle sans doute : « … une fois son frère (Pinien, son mari) endormi dans le Seigneur (en 431), elle resta dans l’Apostoleion qu'elle avait elle-même fait construire peu de temps auparavant, et où elle déposa les restes du bienheureux (Pinien). Là, elle demeura environ quatre ans, se macérant jusqu'à l'excès dans les jeûnes, les veilles et le deuil persévérant. » (Gérontios, Vie de sainte Mélanie, ch. 49, trad. D. Gorce, Sources chrétiennes, vol. 90). Sainte Mélanie la Jeune est connue dans le lectionnaire par une autre fondation, son monastère (ci-dessus C.2 ; voir aussi son rôle dans la fondation de la Stoa de saint Étienne, ci-dessus C.19). Quant à sa fondation de l' Apostoleion lui-même, d'après la citation qui vient d'être faite, elle est à mettre au compte de son biographe Gérontios, qui lui avait succédé dans la charge de ses fondations (et qui était un monophysite, alors que l'église était aux mains des Chalcédoniens).

### Justinien; Néa
Au moins six stations ont lieu dans cette église, appelée aussi Sainte-Marie-la-Neuve, et commencée vers 500 (Vie de saint Sabas, 72) mais achevée et consacrée seulement sous Justinien, le 20 novembre 543 (Vie de saint Euthyme, 49).
Les absides de cette église, la plus grande de Jérusalem après l'Éléona, ont été dégagées et se visitent, dans le quartier juif près du rempart sud de la ville.

### Église du martyr Laurent
Une déposition de reliques du martyr romain Laurent a lieu à Constantinople vers 450 ; la déposition célébrée dans cette chapelle le 18 octobre est peut-être contemporaine.

## Sources
- Pierre Maraval, Égérie. Journal de voyage (Itinéraire) - Valérius du Bierzo. Lettre sur la Bse Égérie (par M. C. Diaz y Diaz), (Sources chrétiennes, 296), Paris, 1982 (réimpr. 1997)

- Charles Renoux, [Le codex arménien Jérusalem 121, t. II]. Édition comparée du texte et de deux autres manuscripts, introduction, textes, traduction et notes, Patrologia Orientalis, 36 (1971), 141-390

- Michael Tarchnišvili, Le grand lectionnaire de l'Église de Jérusalem (Ve – VIIIe siècle), t.I (CSCO vol. 188, Scriptores iberici t. 9, texte ; vol. 189, Scriptores iberici t.10, version) & t.II, (CSCO vol. 204, Scriptores iberici t.13 texte ; vol. 205, Scritores iberici t. 14, version), Louvain, 1959 & 1960

- Gérard Garitte, Le calendrier palestino-géorgien du sinaiticus 34 (Xe siècle), (Subsidia hagiographica, 30), Bruxelles, 1958

- Athanase Papadopoulos-Kérameus, Analekta Ierosolumitikês Stachuologias, II, Saint-Pétersbourg, 1894, p. 1-254